# 2 Pallas
Pallade (formalmente 2 Pallas, dal greco Παλλάς Pallás) è un asteroide di grosse dimensioni che orbita all'interno della fascia principale, la cintura asteroidale più interna del sistema solare. Fu il secondo asteroide a essere individuato dopo Cerere, e il primo a essere individuato da un astronomo non professionista. Si stima che la sua massa costituisca il 7% di quella dell'intera fascia principale. Il suo diametro, pari a 512–545 km, è confrontabile con quello di Vesta, sebbene Pallade sia meno massiccio del 20%. È un probabile protopianeta.
Quando fu scoperto da Heinrich Wilhelm Olbers il 28 marzo 1802, fu incluso tra i pianeti, come accadde anche per gli altri asteroidi scoperti all'inizio del XIX secolo. La scoperta di numerosi altri asteroidi nel 1845 condusse infine alla loro riclassificazione.
La superficie di Pallade risulta costituita da silicati; lo spettro superficiale e il valore stimato per la densità ricordano le condriti carbonacee. Pallade segue un'orbita altamente inclinata (34,8°) rispetto al piano medio delle orbite degli oggetti della fascia principale, caratterizzata, inoltre, da un'eccentricità considerevole, pari quasi a quella posseduta da Plutone. Di conseguenza, raggiungere l'asteroide con una sonda spaziale risulta assai dispendioso.

## Osservazione
Pallade all'opposizione raggiunge mediamente l'ottava magnitudine, al di sotto del limite di visibilità dell'occhio nudo, ma alla portata di un binocolo 10×50. A differenza di quanto accade per Cerere e Vesta, la sua osservazione a piccole elongazioni richiede ottiche più potenti, potendo raggiungere magnitudini pari a +10,6. In rare occasioni, in cui si trova all'opposizione in corrispondenza del perielio, può raggiungere una magnitudine pari a +6,4, al limite di visibilità dell'occhio nudo. Nel tardo febbraio del 2014, raggiunse una magnitudine pari a 6,96.
Pallade è mediamente meno luminoso di Cerere, di Vesta - quest'ultimo più vicino alla Terra e con un'albedo maggiore - e anche del più piccolo 7 Iris, che lo supera nella magnitudine media all'opposizione.

## Storia delle osservazioni

### Scoperta

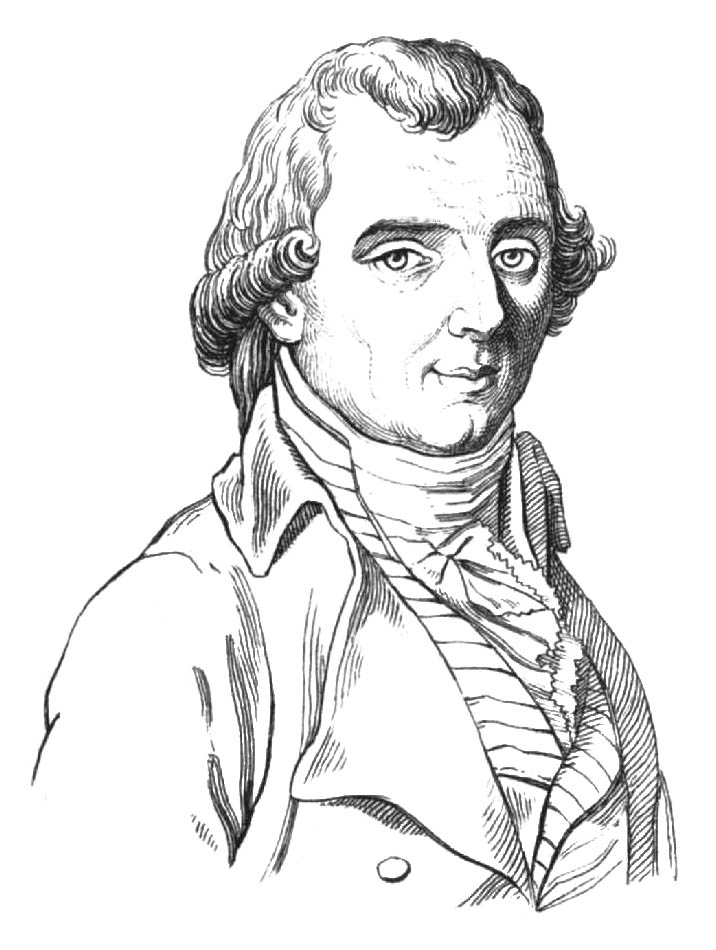
Heinrich Wilhelm Olbers scoprì Pallade il 28 marzo 1802

Pallade fu scoperto il 28 marzo 1802 da Heinrich Wilhelm Olbers mentre, dall'osservatorio privato installato al piano superiore della sua casa a Brema, cercava di individuare Cerere per verificarne l'orbita già calcolata matematicamente. La scoperta fu quindi determinata dalla coincidenza che Pallade transitasse in prossimità di Cerere in quel periodo.
Pallade fu battezzato così da Olbers stesso; deve il suo nome all'epiteto dato alla dea Atena quale protettrice e guida assennata in guerra. Il mito racconta che Pallade, una delle figlie di Tritone, era la compagna di giochi della giovane Atena. Dopo che accidentalmente la uccise, Atena eresse una statua a immagine e somiglianza di Pallade, il Palladio, per onorarne il ricordo e scelse di anteporre il nome dell'amica scomparsa al suo, per ricordarla in eterno.
Come già accaduto per Cerere, fu Gauss a calcolare l'orbita di Pallade. Con grande sorpresa, entrambi i corpi completavano l'orbita in 4,6 anni, sebbene quella di Pallade fosse inclinata di circa 35° rispetto al piano dell'eclittica. Quindi, anche Pallade andava a collocarsi tra Marte e Giove; lì dove ci si aspettava un pianeta, ne erano saltatati fuori ben due nel giro di un anno. A Pallade fu quindi assegnato un simbolo astronomico ( o talvolta ), così come già si era fatto per Cerere; il simbolo di Pallade rappresentava una lancia. In seguito il simbolo sarà sostituito con un numero corrispondente all'ordine di scoperta racchiuso in un circoletto, ②, e poi con il numero tra parentesi tonde seguito dal nome, secondo l'uso odierno della designazione asteroidale.

### Osservazioni successive

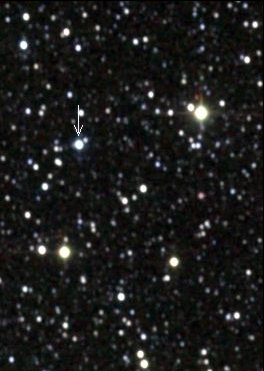
Immagine di Pallade raccolta nell'atlante 2MASS nel 1999

Stabilire le dimensioni dei nuovi corpi non fu semplice. William Herschel si gettò nell'impresa e nel 1802 stimò un diametro di 238 km per Pallade; tuttavia, nel 1811 Schröter propose che il diametro fosse quattordici volte tanto, pari a 3 380 km.
Le limitate capacità dei telescopi della prima metà dell'Ottocento, inoltre, generavano spesso degli aloni attorno a Cerere e Pallade che vennero interpretati ad esempio come una "chioma" da Herschel - sebbene diversa da quella cometaria - e come un'atmosfera da Schröter. Alcuni miglioramenti si ebbero nella seconda metà del secolo con la diffusione del catalogo stellare Bonner Durchmusterung nel 1852 e con l'introduzione sia della scala logaritmica della magnitudine, sviluppata da Norman Pogson nel 1854, sia della fotometria nel 1861. Tuttavia, data la mancanza di un valore condiviso per l'albedo di Pallade, come anche per quella degli altri asteroidi fino ad allora scoperti, ogni stima proposta derivava dalle osservazioni, ma anche dal valore ipotetico dell'albedo. Così, von Stampfer nel 1856 stimò il diametro di Pallade in 277 km; Stone nel 1867 in 275 km e Flammarion nel 1894 in 270 km. Il valore di riferimento per i primi cinquant'anni del Novecento fu comunque di 490 ± 118 km, stimato nel 1895 da Barnard utilizzando un micrometro filare.
Nel 1917, l'astronomo giapponese Kiyotsugu Hirayama si dedicò allo studio del moto degli asteroidi e confrontandoli attraverso tre parametri orbitali - moto medio, inclinazione ed eccentricità - individuò dei raggruppamenti, successivamente indicati come famiglie di asteroidi o famiglie Hirayama. In particolare, nel 1928 segnalò un gruppo di tre asteroidi associato con Pallade, indicato come famiglia Pallade, dal nome del membro più grande del gruppo.
Nei lavori pubblicati negli anni sessanta e settanta, furono proposte nuove stime per il diametro di Pallade basate prevalentemente su misure fotometriche, comprese tra i 500 e i 660 km con un'incertezza di circa 100 km. Furono inoltre proposte le prime misure della massa di Pallade, che tuttavia sottostimavano il valore oggi accettato.

Dimensioni dei primi dieci asteroidi scoperti nella fascia principale confrontati con la Luna della Terra. Pallade è il secondo da sinistra.

Le dimensioni di Pallade sono state infine determinate grazie a occultazioni stellari. Pallade, infatti, è stato protagonista di cinque occultazioni stellari, compresa quella che fra tutti gli eventi occultativi asteroidali è stata meglio osservata. Il 29 maggio 1983 l'occultazione della stella 1 Vulpeculae fu osservata da più di 130 punti d'osservazione differenti, distribuiti negli Stati Uniti meridionali e nel Messico settentrionale. Le misurazioni condotte con precisione, permisero un'accurata determinazione della forma di Pallade, della sua densità e l'individuazione di alcune caratteristiche superficiali presenti sul limbo dell'asteroide.
In tale circostanza furono inoltre smentite alcune ipotesi avanzate in precedenza, come l'esistenza di un piccolo satellite di 1 km di diametro, basata su osservazioni condotte durante l'occultazione del 29 maggio 1978 o quella di un secondo satellite con un diametro di 175 km, dedotta nel 1980 da osservazioni condotte con la tecnica dell'interferometria a macchie. Infine, era stato ipotizzato che Pallade fosse circondato da una nube di particelle, di cui l'occultazione del 1983 non ha rivelato tracce.
Pallade è stato ripreso nel 2003-2007 nell'infrarosso attraverso i telescopi Keck, Very Large Telescope e Gemini e nel 2008 nel visibile e nell'ultravioletto attraverso il Telescopio spaziale Hubble. In tale circostanza, è stata migliorata la conoscenza della forma dell'asteroide, e quindi la stima della sua densità; sono state osservate le variazioni nell'albedo della superficie e raccolte informazioni sulla rotazione dell'asteroide.
Tra il 2017 e il 2019, Pallade è stato osservato con lo spettrografo SPHERE del Very Large Telescope dell'ESO, che monta ottiche adattive. I risultati delle osservazioni sono stati pubblicati nel febbraio del 2020 sulla rivista Nature Astronomy.

### Missioni spaziali
I segnali radio provenienti da sonde in orbita attorno a Marte e sulla sua superficie tra il 1961 e il 2003 sono stati usati per determinare le variazioni indotte nell'orbita del pianeta dall'interazione gravitazionale degli asteroidi maggiori; ciò ha permesso di calcolare anche la massa di Pallade.
Nessuna sonda spaziale ha ancora visitato l'asteroide, ma se al termine della fase di studio di Cerere e Vesta, la sonda Dawn avrà ancora disponibile una quantità sufficiente di carburante, la missione potrebbe essere estesa per prevedere un sorvolo ravvicinato di Pallade, quando nel 2018 attraverserà l'eclittica. A causa dell'elevata inclinazione dell'orbita dell'asteroide non sarà possibile per Dawn entrarvi in orbita attorno.

## Parametri orbitali e rotazione

Animazione della risonanza prossima a 18:7 di Pallade con Giove. Il diagramma è spiegato in italiano nella descrizione presente nella sua pagina, cui si rimanda.

Pallade presenta parametri orbitali inusuali per un oggetto di tali dimensioni. La sua orbita è caratterizzata da notevoli valori di inclinazione ed eccentricità, malgrado sia situata alla stessa distanza dal Sole della maggior parte degli asteroidi della fascia principale.
Inoltre, la sua inclinazione assiale è molto elevata. In letteratura se ne trovano due stime: 78 ± 13° o 65 ± 12°. Sulla base di curve di luce che presentano ancora una certa ambiguità è stato stimato che il polo nord, nel sistema di riferimento eliocentrico-eclittico, punti nella direzione (β, λ) = (-12°, 35°) o (43°, 193°), con un'incertezza di 10°. I dati ottenuti con il telescopio spaziale Hubble nel 2007 e le osservazioni dei telescopi Keck del 2003-2005 sembrano favorire la prima coppia di valori sulla seconda. Questo significa che durante ogni estate e inverno di Pallade, larghe parti della sua superficie sono in costante illuminazione o in costante oscurità, per durate dell'ordine dell'anno terrestre. Le zone polari sperimenterebbero le durate massime di luce e buio, superiori a due anni terrestri. La rotazione risulta prograda.
Pallade è quasi in risonanza 1:1 di moto medio con Cerere e 18:7 (con un periodo di 6 500 anni) con Giove. Con quest'ultimo l'asteroide è anche in una risonanza approssimata 5:2, con un periodo di 83 anni.
Come detto, nel 1928 Kiyotsugu Hirayama segnalò i primi tre elementi della famiglia Pallade, un gruppo di asteroidi con parametri orbitali prossimi a quelli di Pallade stesso. Al 1994 erano stati individuati più di dieci membri della famiglia, tutti con semiasse maggiore compreso tra 2,50–2,82 UA e inclinazione di 33–38°. La validità del raggruppamento è stata confermata nel 2002 da un confronto tra gli spettri dei componenti.

## Formazione
Si ritiene che Pallade sia stato interessato da un qualche grado di alterazione termica e differenziazione interna, la qual cosa suggerisce che sia un protopianeta (embrione planetario). Si sarebbe formato quindi 4,57 miliardi di anni fa nella fascia degli asteroidi e sarebbe poi sopravvissuto, relativamente intatto, al processo di formazione del sistema solare, a differenza della maggior parte dei protopianeti del sistema interno che o si fusero tra loro per andare a costituire i pianeti terrestri, oppure furono espulsi dal sistema da Giove.

## Caratteristiche fisiche

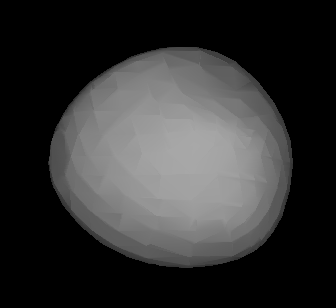
Modello di Pallade

### Massa e dimensioni
Pallade ha un volume paragonabile a quello dell'asteroide Vesta; nel tempo i due corpi celesti si sono contesi il titolo di secondo più grande asteroide del sistema solare interno. Tuttavia rispetto a Vesta, Pallade è molto meno massiccio. La massa di Pallade è stimata in (2,11±0,26)×1020 kg e pari all'80% di quella di Vesta, al 22% di Cerere e a circa lo 0,3% di quella della Luna. Si stima che Pallade contenga il 7% dell'intera massa della fascia principale.
Pallade ha una forma irregolare, modellata come un ellissoide scaleno. Da osservazioni condotte attraverso il telescopio spaziale Hubble nel settembre del 2007, Schmidt et al. ne hanno stimato le dimensioni in 582 × 556 × 500 km, cui corrisponde un diametro medio di 545±18 km. Una seconda stima è stata proposta da Carry et al. nel 2010, che da osservazioni condotte dalla Terra hanno determinato le dimensioni in 550 × 516 × 476 km, cui corrisponde un diametro medio di 512 ± 6 km. Pallade ne risulterebbe, quindi, ridimensionato tanto che la sua densità passerebbe da 2,8 a 3,4 × 10³ kg/m³, avvicinandosi a quella di Vesta.
Se venisse appurato in futuro che la superficie dell'asteroide è modellata prevalentemente dall'equilibrio idrostatico, Pallade potrebbe essere riclassificato come pianeta nano. In effetti, nel dibattito che precedette la definizione di pianeta promulgata dall'Unione Astronomica Internazionale (IAU) nel 2006, si valutò l'opportunità di classificare Pallade, con Cerere e Vesta, tra i pianeti.
Per via della sua massa, Pallade è uno dei corpi minori che il Minor Planet Center considera tra i pertubatori delle orbite degli oggetti più piccoli.

### Composizione

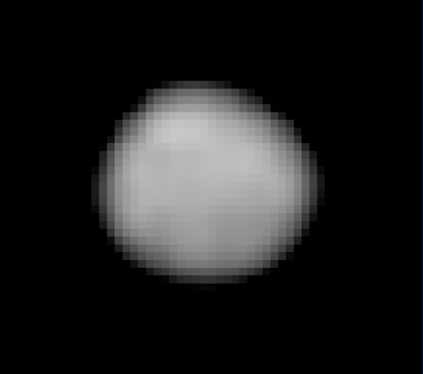
Immagine nell'ultravioletto di Pallade ripresa dal telescopio spaziale Hubble nel 2007

Informazioni parziali sulla composizione di Pallade sono state determinate dall'analisi spettroscopica della sua superficie. Pallade appartiene alla classe degli asteroidi di tipo B.
Il componente principale della sua superficie è un silicato, povero di ferro e acqua. Sono minerali di questo tipo l'olivina e il pirosseno, presenti nelle condrule CM. Sato et al. hanno determinato nel 1997 che la composizione superficiale di Pallade è molto simile alle meteoriti di Renazzo, delle condriti carboniose CR caratterizzate da un quantitativo di minerali idrati anche inferiore a quelle CM. La meteorite di Renazzo è stata scoperta nell'Emilia nel 1824 ed è una delle meteoriti più primitive conosciute.

## Superficie
Poco o nulla è noto delle caratteristiche superficiali di Pallade. Le immagini raccolte dal telescopio spaziale Hubble con una risoluzione di circa 70 km per pixel mostrano variazioni tra un pixel e l'altro, che, tuttavia, combinate con l'albedo di Pallade - mediamente del 12% - si collocano al limite inferiore di rilevabilità. Sono inoltre piuttosto limitate le differenze tra le curve di luce ottenute nel visibile e nell'infrarosso, mentre c'è un maggiore distacco nell'ultravioletto. Queste ultime suggeriscono la presenza di un grosso bacino d'impatto nell'emisfero settentrionale dell'asteroide.

## Pallade nella cultura

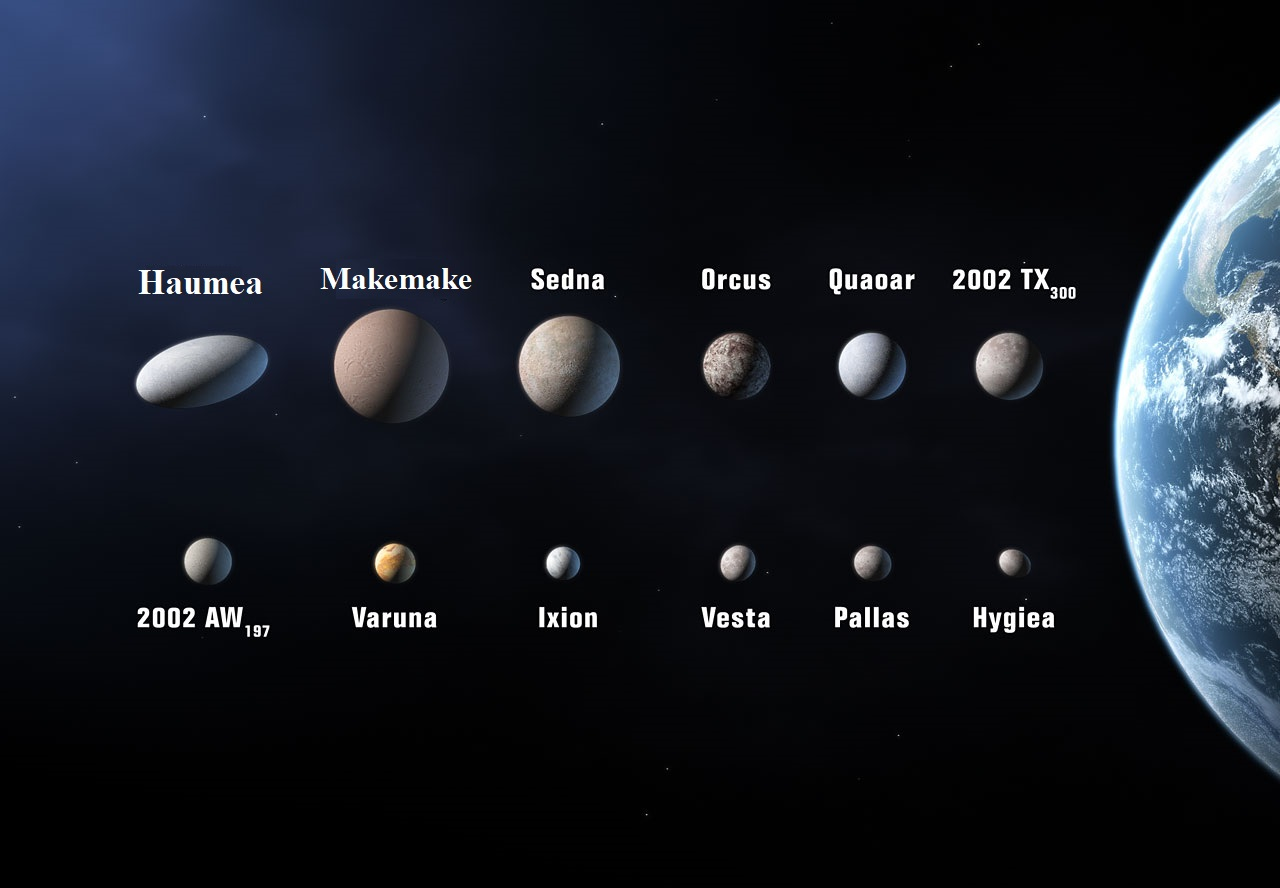
Rappresentazione artistica dei dodici oggetti che nel 2006 furono indicati come possibili pianeti nani alla XXVI Assemblea generale dell'Unione Astronomica Internazionale

L'impatto avuto dalla scoperta di Pallade nella comunità scientifica può essere sottolineato dal fatto che, come già era accaduto per Urano e Cerere, in suo onore fu denominato palladio l'elemento dal numero atomico 46 scoperto nel 1803. Per i primi cinquant'anni dalla sua scoperta, Pallade fu considerato un pianeta, tuttavia quando il numero dei corpi orbitanti tra Marte e Giove cominciò ad aumentare nella seconda metà dell'Ottocento, gli asteroidi subirono una rapida riclassificazione. Durante questo processo, in alcune pubblicazioni furono mantenute delle distinzioni nel presentare Cerere, Pallade, Giunone e Vesta; abitudine però che era per lo più cessata negli anni settanta dell'Ottocento, con alcune eccellenti eccezioni come l'Osservatorio di Greenwich che continuò a elencarli tra i pianeti fino al termine del secolo.
Da allora, gli asteroidi sono stati trattati in modo prevalentemente collettivo, raggruppati in base a caratteristiche orbitali (ad es. le famiglie) o spettrali (le classi), ma con poca attenzione al singolo oggetto. Una parziale inversione di tendenza è stata prodotta in parte dalle possibilità offerte dell'esplorazione spaziale e dalle migliorate capacità osservative della fine del Novecento e l'inizio del Duemila, in parte dall'introduzione della nuova categoria dei pianeti nani, che ha riacceso l'interesse per gli asteroidi di maggiori dimensioni.
Sono state ambientate su Pallade alcune produzioni di genere fantascientifico. Tra queste, Palladian Space Pirates del 1936, un episodio della serie a fumetti Buck Rogers; The Shrinking Spaceman del 1962, episodio della serie televisiva Space Patrol e Pallas del 1993, primo romanzo della saga in quattro volumi della famiglia Ngu, di L. Neil Smith.

### Libri
- (EN) Bonar, S., Asteroids, Franklin Watts, 1999,  p. 64, ISBN 0-531-20367-0.
- (EN) Blair, E. C., Asteroids: Overview, Abstracts and Bibliography, Nova Publishers, 2002,  p. 252, ISBN 1-59033-482-5.
- (EN) Nardo, D., Eyes on the Sky: Asteroids, Kidhaven Press, 2002,  p. 48, ISBN 0-7377-0998-7.
- (EN) Bell, T. E., Comets, Meteors, Asteroids, and the Outer Reaches, Black Rabbit Books, 2003,  p. 48, ISBN 1-58340-289-6.
- (EN) Vogt, G. L., Asteroids, Capstone Press, 2006,  p. 24, ISBN 0-7368-4939-4.

### Pubblicazioni scientifiche
- (EN) J.D. Drummond, Cocke, W.J., Triaxial ellipsoid dimensions and rotational pole of 2 Pallas from two stellar occultations, in Icarus, vol. 78, n. 2, 1989,  pp. 323-329, DOI:10.1016/0019-1035(89)90180-2.
- (EN) D.W. Dunham et al., The size and shape of (2) Pallas from the 1983 occultation of 1 Vulpeculae, in Astronomical Journal, vol. 99, 1990,  pp. 1636-1662, DOI:10.1086/115446.
- (EN) Hughes, D. W., The Historical Unravelling of the Diameters of the First Four Asteroids, in R.A.S. Quarterly Journal, vol. 35, 3/SEP, 1994,  pp. 331-344. URL consultato il 9 settembre 2011.
- (EN) D. L. Mitchell et al Radar observations of asteroids 1 Ceres, 2 Pallas, and 4 Vesta, Icarus, Vol. 124, pp. 113 (1996).
- (EN) Sato, K., Miyamoto, M.; Zolensky, M.E., Absorption bands near 3 m in diffuse reflectance spectra of carbonaceous chondrites: Comparison with asteroids, in Meteoritics, vol. 32, n. 4, 1997,  pp. 503-507, DOI:10.1111/j.1945-5100.1997.tb01295.x. URL consultato il 15 settembre 2011.
- (EN) Hilton, James L., U.S. Naval Observatory Ephemerides of the Largest Asteroids, in The Astronomical Journal, vol. 117, 1999,  p. 1077. URL consultato il 9 settembre 2011 (archiviato dall'url originale il 23 luglio 2011).
- (EN) E. Goffin, New determination of the mass of Pallas, in Astronomy and Astrophysics, vol. 365, n. 3, 2001,  pp. 627-630, DOI:10.1051/0004-6361:20000023.
- Schmidt, B.E. et al., Hubble takes a look at Pallas: Shape, size, and surface (PDF), 39th Lunar and Planetary Science Conference (Lunar and Planetary Science XXXIX). March 10–14, 2008, in League City, Texas, 2008,  p. 2502. URL consultato il 12 settembre 2011.
- (EN) Schmidt, B.E. et al., The Shape and Surface Variation of 2 Pallas from the Hubble Space Telescope, in Science, vol. 326, n. 5950, 2009,  pp. 275-278, DOI:10.1126/science.1177734.
- (EN) Carry, B. et al., Physical properties of (2) Pallas (PDF), in Icarus, vol. 205, n. 2, 2010,  pp. 460-472, DOI:10.1016/j.icarus.2009.08.007. URL consultato il 13 settembre 2011.
- (EN) Michaël Marsset et al., The violent collisional history of aqueously evolved (2) Pallas, in Nature Astronomy, 2020, DOI:10.1038/s41550-019-1007-5.